# Gunung Buloh
Gunung Buloh är en kulle i Indonesien.   Den ligger i provinsen Aceh, i den västra delen av landet, 1 600 km nordväst om huvudstaden Jakarta. Toppen på Gunung Buloh är 132 meter över havet, eller 70 meter över den omgivande terrängen. Bredden vid basen är 9,4 km.
Terrängen runt Gunung Buloh är huvudsakligen platt.Runt Gunung Buloh är det ganska glesbefolkat, med 45 invånare per kvadratkilometer. I omgivningarna runt Gunung Buloh växer i huvudsak städsegrön lövskog.